# Styloctenium
Styloctenium es un género de quirópteros de la familia Pteropodidae e incluye a dos especies de murciélagos asiáticos endémicos de Mindoro y Célebes, en el sureste asiático.

## Especies
- Styloctenium mindorensis
- Styloctenium wallacei